# 菅沢ダム
菅沢ダム（すげさわダム）は、鳥取県日野郡日南町、一級河川・日野川水系印賀川に建設されたダム。高さ73.5メートルの重力式コンクリートダムで、洪水調節・灌漑・工業用水道・発電を目的とする、国土交通省直轄の多目的ダムである。ダム湖（人造湖）の名は日南湖（にちなんこ）という。

## 概要
鳥取県西部を流れる日野川（全長77キロメートル）は、中国山地に端を発し、美保湾（日本海）へと注ぐ、鳥取県最大の河川である。流域には県内有数の穀倉地帯があり、また水力発電による工業化も進められてきた一方で、農業・工業用水の不足や、洪水の頻発といった課題が生じていた。1961年（昭和36年）以降、国直轄による河川改修事業が実施されることとなり、治水・利水双方の目的から菅沢ダムの建設が計画された。建設地点は支流の印賀川で、ダムの目的は次の通りである。
- 洪水調節 - ダム地点における洪水510立方メートル毎秒を調節し、放流量を100メートル毎秒に抑える。
- 灌漑 - 農業用水の補給を行う。
- 工業用水 - ダムより最大2立方メートル毎秒の水を放流し、米子市・境港市・西伯郡日吉津村に1日あたり最大16万立方メートルを供給する。
- 発電 - 日野川第一発電所に最大4立方メートル毎秒の水を送水し、最大4,300キロワットの水力発電を行う。
  - 発電所の稼働は鳥取県企業局が行う[5][6]。

1959年（昭和34年）4月1日、建設省（現・国土交通省）による調査が開始され、1962年（昭和37年）4月1日に菅沢ダム調査事務所が、1964年（昭和39年）4月1日には菅沢ダム工事事務所が設置された。同年7月21日に道路の付替工事が着工され、10月15日にダム建設工事が起工、1965年（昭和40年）5月25日にダム本体工事が着手となった。その間、地元では菅沢ダム対策協議会を結成。移住先の斡旋といった補償が提示され、1966年（昭和41年）3月20日に集団移住を完了した。同年4月8日よりコンクリートの打設を開始し、5月27日に定礎式を、1967年（昭和42年）11月30日には湛水式を行い、1968年（昭和43年）3月31日に竣工。竣工式は同年5月27日に開催され、10月1日から管理所を設置して運用開始となった。
1979年（昭和54年）にダム周辺環境整備事業が、2005年（平成17年）1月にはダム管理庁舎建て替え工事の定礎式を行っている。また、ヒンジ式取水設備の老朽化に伴い、新しい円形多段式選択取水設備および小規模放流管の設置工事が2007年（平成19年）度より進められ、2013年（平成25年）春に運用開始となった。
また、菅沢ダム管理支所にてダムカードの配布が行われている。

## 周辺
周辺には、菅沢神社や聖滝などの観光スポットがあり大宮地区は印賀鋼の発祥の地である。

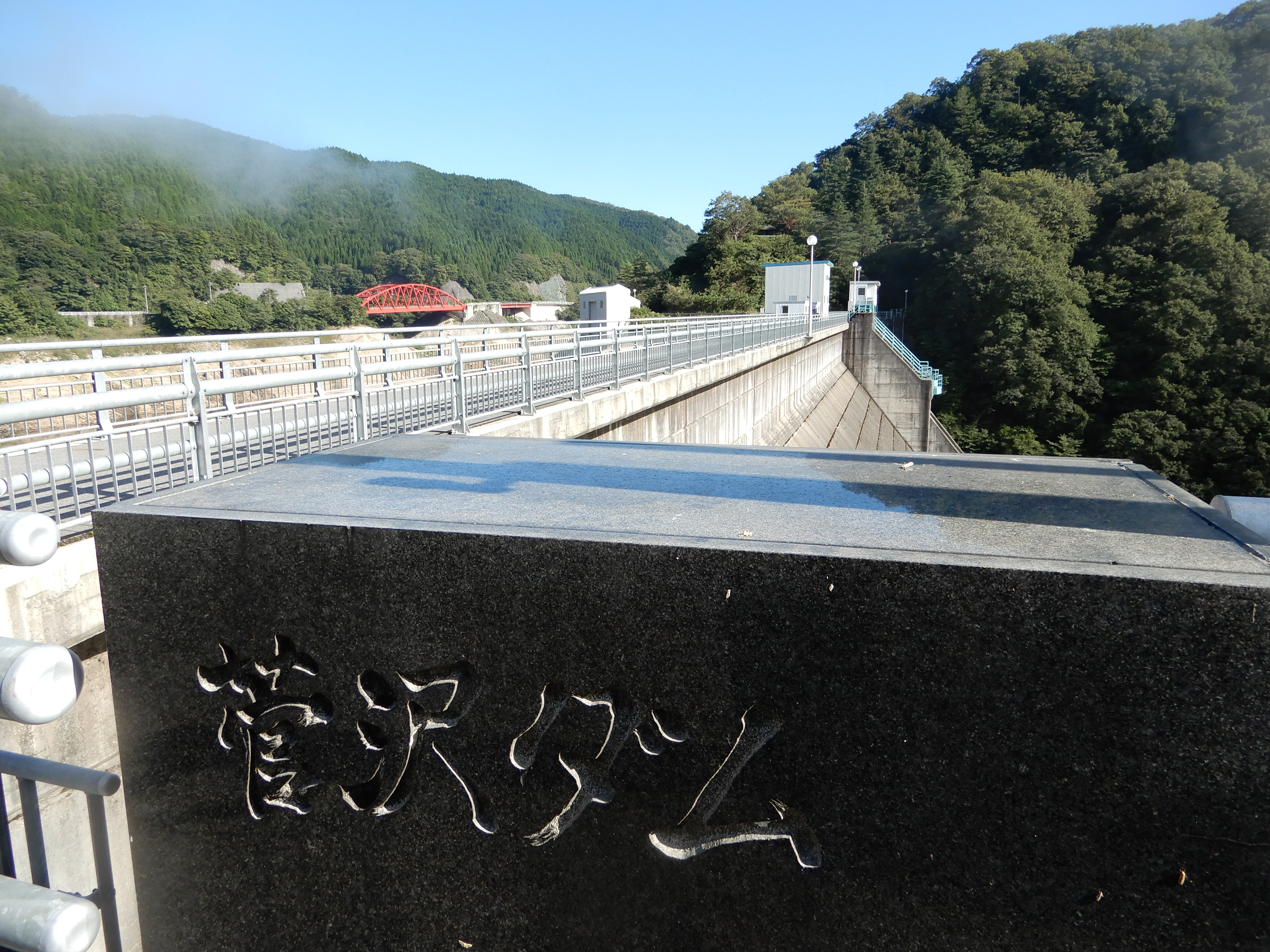
菅沢ダムの碑
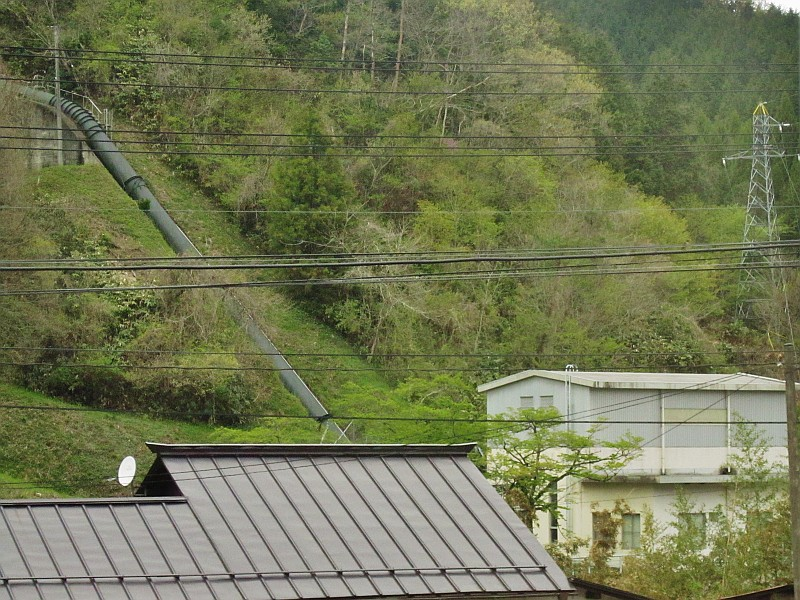
日野川第一発電所

## アクセス
最寄りのJR伯備線・生山駅から自動車で約10分。米子市中心市街地からは自動車で約40分である。

## 関連文献
- 建設省菅沢ダム工事事務所『菅沢ダム工事報告書』建設省菅沢ダム工事事務所、1968年。
- 平成29年度中国地方ダム等管理フォローアップ委員会「菅沢ダム定期報告書 概要版」国土交通省中国地方整備局、2017年12月11日。
- 『中国地方の土木遺産 中国建設弘済会アーカイブス』中国建設弘済会、2019年。